# 恩利尔-纳西尔一世
恩利尔-纳西尔一世（英語：Enlil-nasir I）（？—前1466年），古亚述时期的亚述国王（公元前1479年—公元前1466年在位）普祖尔亚述三世继承人，他死后由努尔-伊利继位。
| 前任： 普祖尔亚述三世 | 亚述国王 前1479年—前1466年 | 繼任： 努尔-伊利 |